# Кобболд, Кэмерон, 1-й барон Кобболд
Кэмерон Фромантил Кобболд, 1-й барон Кобболд (14 сентября 1904 — 1 ноября 1987) — британский банкир. Он занимал пост управляющего Банка Англии с 1949 по 1961 год и лорда-камергера с 1963 по 1971 год.

## Биография
Кэмерон Кобболд родился в Лондоне в 1904 году в семье подполковника Клемента Джона Фромантила Кобболда (1882—1961) и его жены Стеллы Уиллоуби Сэвил Кэмерон (? — 1918). Он получил образование в Итонском колледже, провёл один год в Королевском колледже в Кембридже.
Кэмерон Кобболд поступил на работу в Банк Англии по приглашению управляющего банка Монтегю Нормана в 1933 году. Он был назначен заместителем управляющего в 1945 году и стал управляющим в 1949 году. Во время своего пребывания в должности он был приведен к присяге в Тайном совете (1959) и получил титул барона Кобболда из Небуорта в графстве Хартфордшир (1960) . Он ушел с поста управляющего Банка Англии в 1961 году.
Впоследствии он возглавил Комиссию Кобболда в 1962 году, которая изучала вопрос о Северном Борнео и слиянии Саравака с Малайей с образованием Малайзии. В 1963 году он был назначен кавалером Большого креста Королевского Викторианского ордена и лордом-камергером королевы Елизаветы II. Он служил до 1971 года, был награждён орденом Подвязки (1970 год). Кобболд был назначен заместителем лейтенанта графства Хартфорд (1972).
В 1966 году он получил Большой золотой почётный знак с поясом за заслуги перед Австрийской Республикой.

## Брак и дети

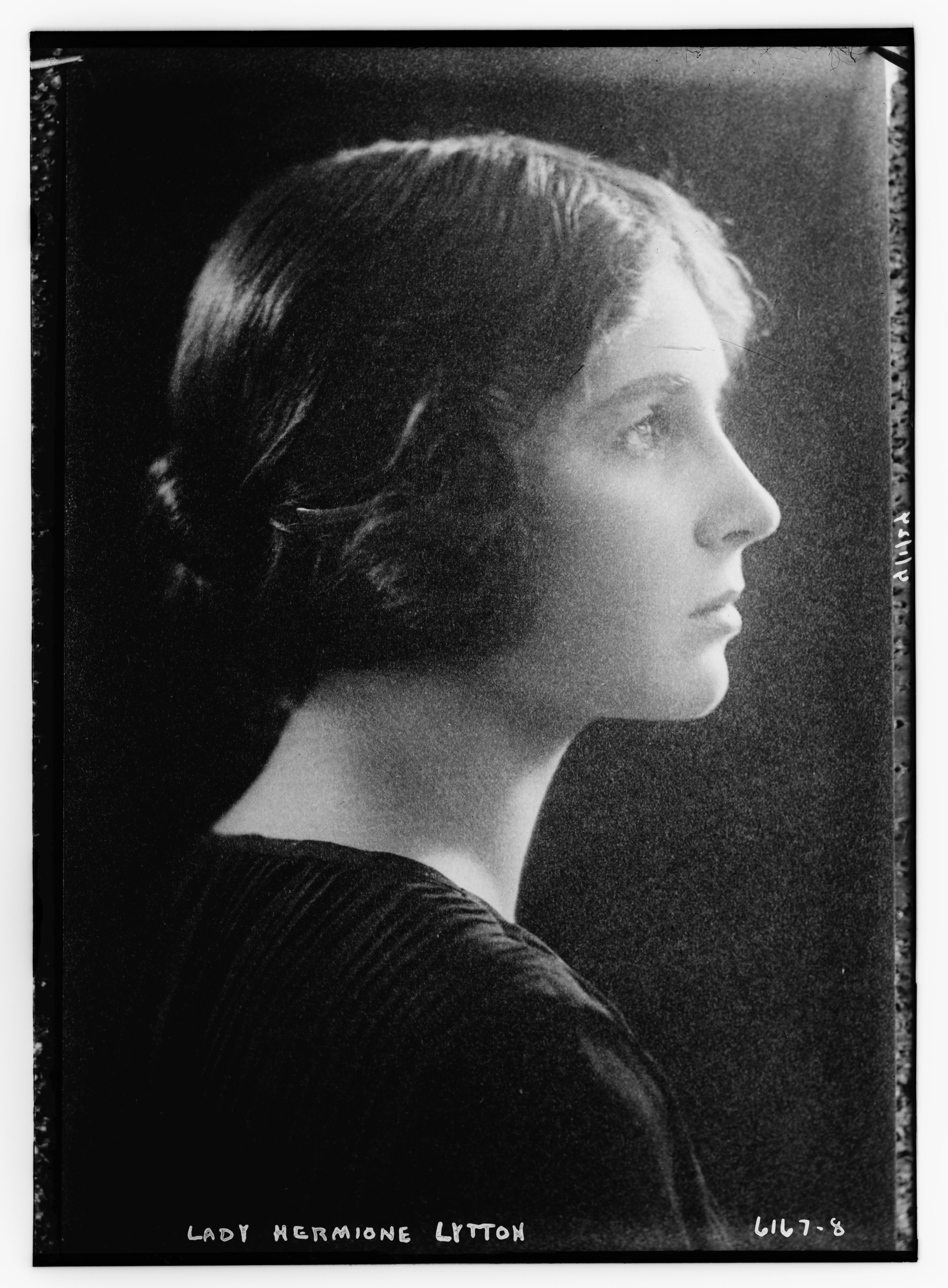
Леди Гермиона Миллисент Бульвер-Литтон (1905—2004), супруга 1-го барона Кобболда

3 апреля 1930 года Кобболд женился на леди Гермионе Миллисент Бульвер-Литтон (31 августа 1905 — 27 октября 2004), дочери и наследнице Виктора Бульвер-Литтона, 2-го графа Литтона (1876—1947). Их резиденция находилась в Небуорт-Хаусе в Хартфордшире. У них было две дочери и два сына:
- Джейн Кобболд (10 мая 1931 — 16 февраля 1937)
- Сьюзан Виктория Кобболд (род. 24 мая 1933)
- Дэвид Энтони Фромантил Литтон-Кобболд, 2-й барон Кобболд (14 июля 1937 — 9 мая 2022)
- Роуленд Джон Фромантил Кобболд (род. 20 июня 1944)

Лорд Кобболд умер в Небуорте в ноябре 1987 года в возрасте 83 лет. Баронство ему наследовал его старший сын Дэвид.